# Hans-Löhrl-Preis
Der Hans-Löhrl-Preis wurde nach dem Leiter der Staatlichen Vogelschutzwarte in Ludwigsburg und der Vogelwarte Radolfzell, Hans Löhrl (1911–2001), benannt. Er dient der Erinnerung an seine wegweisende Arbeit in der ornithologischen Ethologie und Ökologie sowie im Naturschutz.
Der Preis wird jährlich an Autoren einer herausragenden Publikation über ein ornithologisches Thema oder als Forschungspreis für ein herausragendes Forschungsvorhaben im Bereich der Ethologie, Verhaltensökologie und Feldornithologie, vorzugsweise mit Bezug zum Naturschutz vergeben. 
Gestiftet wurde der Preis von Hans Löhrls Söhnen Dietmar und Volkhard Löhrl im Jahr 2006.
Preisträger waren
- 2007: Oliver Krüger: Forschungen an Greifvögeln, insbesondere Mäusebussard und Habicht.
- 2008: Christoph Randler: Verhaltensökologische Aspekte der Hybridisierung von Vogelarten.
- 2009: Volker Salewski: Untersuchungen zur Ökologie von Zugvögeln.
- 2010: Beat Naef-Daenzer: Beiträge zu einem umfassenden Verständnis ökologischer Mechanismen bei der Evolution von Merkmalen der Lebenslaufgeschichte von Kleinvögeln.
- 2011: Hinrich Martin Schaefer: Untersuchungen zu Verhalten und ökologischen Interaktionen fruchtfressender Vögel.
- 2012: Heiko Schmaljohann: Studien zum Thema „Optimaler Vogelzug“.
- 2013: Martin Flade: kritische Einschätzung des Vogelschutzes in Deutschland.
- 2014: Christian Rutz: Untersuchungen an neukaledonischen Geradschnabelkrähen.
- 2015: Jan Engler: Untersuchungen zur Verbreitungsdynamik von zwei Spötterarten sowie des Zitronenzeisigs.
- 2016: Johannes Kamp: Untersuchungen von Bestandsänderungen verschiedener eurasischer Vogelarten und seine längerfristigen Bemühungen um den Erhalt der Diversität von Steppenvögeln.
- 2017: Nina Seifert: Untersuchungen über die flexiblen Zug- und Brutstrategien der versteckt lebenden Zwergrallen.
- 2018: Volkher Looft: Habichtjahre – Langzeitstudie zur Brutbiologie des Habichts verbunden mit der Suche nach beeinflussenden Faktoren.
- 2019: Simon Thorn: Auswirkungen natürlicher Störungen mit und ohne nachfolgende forstwirtschaftliche Eingriffe auf Waldvogelgesellschaften.
- 2023: Wolfgang Dornberger: Langzeituntersuchung von über 50 Jahren zur Biologie und Bestandsentwicklung der Goldammer.